# Salsa Thermidor
La salsa Thermidor es una preparación culinaria en formato de salsa que parte de una bechamel a la que se mezcla mostaza, yemas de huevo, pimienta cayena, estragón, perifollo y vino blanco. Es una salsa empleada frecuentemente en el napado de platos que contienen como ingredientes los pescados (generalmente salmón en el salmón Thermidor) y marisco (un ejemplo se tiene en la Langosta Thermidor). En algunas ocasiones se emplea como salsa de gratinar algunos alimentos, y se preparan platos como vieiras. 
{\displaystyle \underbrace {Harina+Mantequilla+Leche} _{Bechamel}\;+\;\;\underbrace {Mostaza\;+\;\;Yema\;\;de\;\;Huevo} _{Aromas}\longmapsto Salsa\;\;Thermidor}